# Ізмаїльська міська територіальна громада
Ізмаїльська міська громада — територіальна громада України, в Ізмаїльському районі Одеської області з адміністративним центром у місті Ізмаїл.
Площа території — 54,1 км², населення громади — 71 299 осіб (2020 р.).
Утворена 17 липня 2020 року відповідно до Постанови Верховної Ради на базі визначення громад Розпорядженням Кабінету Міністрів України № 720-р від 12 червня 2020 року «Про визначення адміністративних центрів та затвердження територій територіальних громад Одеської області» у складі Ізмаїльської міської ради.

## Населені пункти
До складу громади увійшло м. Ізмаїл.